# Irvine-Gletscher
Der Irvine-Gletscher ist ein Gletscher an der Lassiter-Küste des Palmerlands auf der Antarktischen Halbinsel. Er fließt zwischen der Guettard Range und der Rare Range in den nördlichen Abschnitt des Gardner Inlet.
Entdeckt wurde er bei der Ronne Antarctic Research Expedition (1947–1948) unter der Leitung des US-amerikanischen Polarforschers Finn Ronne. Ronne benannte ihn nach George J. Irvine (1913–1984), der als Ingenieur des United States Army Corps of Engineers im Fort Belvoir an der Ausarbeitung des fotografischen Programms der Ronne-Expedition beteiligt war.